# 千葉県立市川東高等学校
千葉県立市川東高等学校（ちばけんりつ いちかわひがしこうとうがっこう）は、千葉県市川市北方町にある県立高等学校。

## 設置学科
- 普通科

## 交通
- JR武蔵野線船橋法典駅より徒歩20分〜30分
- 下総中山駅より京成バスシステム、「市営霊園」行きで千足下車。
- 本八幡駅・京成八幡駅より京成バス、「市営霊園経由　柏井車庫行き」で市川東高校入口下車。

## 著名な出身者
- 矢崎堅太郎 （衆議院議員、千葉県議会議員）
- yukihiro （L'Arc〜en〜Ciel ドラマー）
- 岡本光太郎 （俳優）
- HANAKO（廣瀬花子） （フリーダイビング選手）
- 森沢明夫 （作家）
- 光村龍哉 （NICO Touches the Walls ミュージシャン）
- 古村大介 （NICO Touches the Walls ミュージシャン）
- 対馬祥太郎 （NICO Touches the Walls ミュージシャン）